# Мартін Моссдорф
Мартін Моссдорф (нім. Martin Moßdorf; 10 січня 1916, Грімма — 11 січня 2002, Мюнхен) — німецький льотчик-ас штурмової авіації, гауптман люфтваффе (1 листопада 1942). Кавалер Лицарського хреста Залізного хреста.

## Біографія
В 1936 році вступив в люфтваффе. Після закінчення льотної підготовки 1 лютого 1938 року направлений в штурмову авіацію; літав на Hs.123. В серпні 1939 року зарахований в 1-у групу 76-ї ескадри пікіруючих бомбардувальників. Учасник Польської, Французької і Балканської кампаній. З 1941 року воював на Середземномор'ї та в Північній Африці, де очолив 3-ю ескадрилью 3-ї ескадри пікіруючих бомбардувальників. 5 червня 1942 року призначений командиром 1-ї групи своєї ескадри. В бою 11 листопада 1942 року в районі Халфая його літак був підбитий. Моссдорф був змушений здійснити посадку на території, контрольованій англійцями, і взятий у полон. В лютому 1947 року звільнений. Здобув медичну освіту і працював дантистом в Мюнхені.

## Нагороди
- Нагрудний знак пілота (22 липня 1937)
- Медаль «У пам'ять 1 жовтня 1938» із застібкою «Празький град»
- Залізний хрест
  - 2-го класу (27 вересня 1939)
  - 1-го класу (21 червня 1940)
- Авіаційна планка бомбардувальника в золоті (26 червня 1941)
- Почесний Кубок Люфтваффе (4 лютого 1942)
- Німецький хрест в золоті (19 березня 1942)
- Лицарський хрест Залізного хреста (3 вересня 1942) — за 180 бойових вильотів.
- Нарукавна стрічка «Африка» (7 квітня 1943)
- Нарукавна стрічка «Крит» (21 травня 1943)